# Pearl Jam (album)
Pour le groupe, voir Pearl Jam.
Albums de Pearl Jam
Riot Act
(2002) Backspacer
(2009)
Singles
1. World Wide Suicide
Sortie : 14 mars 2006
2. Life Wasted
Sortie : 29 août 2006
3. Gone
Sortie : 7 octobre 2006

Pearl Jam est le 8e album du groupe de rock alternatif américain, Pearl Jam. Il est sorti le 2 mai 2006 sur le label J Records et fut produit par Adam Kasper et le groupe.

## Historique
Souvent annoncé comme un véritable retour aux sources pour le combo de Seattle, il introduit par ailleurs une plus grande diversification au groupe. Cet album a été composé et enregistré entre novembre 2004 et février 2006 à Seattle aux Studios X.
C'est aussi la première fois que Mike McCready (guitare soliste) a contribué aux paroles. Pour ce qui est des paroles, l'album s'inscrit comme le précédent (Riot Act) dans la lignée de leur engagement anti-Bush. On y retrouve donc une musique plus enragée.
À sa sortie, l'album a reçu d'excellentes critiques et est arrivé à la deuxième place des charts du Billboard, il s'est vendu à 276 564 de copies la première semaine. En juin 2009, les ventes s'élevaient à un peu plus de 700 000 copies. En Europe, il atteindra la première place des classements musicaux italiens et portugais et se classa dans le top 10 de nombreux pays dont le Royaume-Uni (# 5), l'Allemagne (# 4) ou la Suisse (# 2).

## Liste des titres
1. Life Wasted (Stone Gossard / Eddie Vedder) - 3:54
2. World Wide Suicide (Vedder) - 3:29
3. Comatose (Gossard / Mike McCready / Vedder) - 2:19
4. Severed Hand (Vedder) - 4:30
5. Marker In the Sand (McCready / Vedder) - 4:23
6. Parachutes (Gossard / Vedder) - 3:36
7. Unemployable (Matt Cameron / McCready / Vedder) - 3:04
8. Big Wave (Jeff Ament / Vedder) - 2:58
9. Gone (Vedder) - 4:09
10. Wasted Reprise (Gossard) - 0:53
11. Army Reserve (Ament / Vedder / Damien Echols) - 3:45
12. Come Back (McCready / Vedder) - 5:29
13. Inside Job (McCready / Vedder) - 7:08

- Note: les paroles de Inside Job ont été écrites par Mike McCready, une première pour le guitariste.

## Musiciens
- Jeff Ament – guitare basse
- Matt Cameron – batterie, percussions
- Stone Gossard – guitare
- Mike McCready – guitare
- Eddie Vedder –  guitare, chant
- Boom Gaspar -  claviers

## Charts et certifications

### Album
Charts
| Pays             | Durée du classement | Meilleur classement | Date        |
| ---------------- | ------------------- | ------------------- | ----------- |
| Allemagne        | 8 semaines          | 4e                  | 12 mai 2006 |
| Australie        | 9 semaines          | 2e                  | 14 mai 2006 |
| Autriche         | 8 semaines          | 3e                  | 12 mai 2006 |
| Belgique (W)     | 11 semaines         | 12e                 | 13 mai 2006 |
| Belgique (V)     | 21 semaines         | 2e                  | 13 mai 2006 |
| Canada           | 3 semaines          | 2e                  | 20 mai 2006 |
| Danemark         | 4 semaines          | 7e                  | 12 mai 2006 |
| Espagne          | 10 semaines         | 13e                 | 7 mai 2006  |
| États-Unis       | 17 semaines         | 2e                  | 20 mai 2006 |
| Finlande         | 6 semaines          | 13e                 | 8 mai 2006  |
| France           | 5 semaines          | 21e                 | 6 mai 2006  |
| Italie           | 20 semaines         | 1er                 | 4 mai 2006  |
| Norvège          | 5 semaines          | 4e                  | 8 mai 2006  |
| Nouvelle-Zélande | 11 semaines         | 2e                  | 8 mai 2006  |
| Pays-Bas         | 19 semaines         | 2e                  | 6 mai 2006  |
| Portugal         | 10 semaines         | 1er                 | 8 mai 2006  |
| Royaume-Uni      | 5 semaines          | 5e                  | 13 mai 2006 |
| Suède            | 5 semaines          | 6e                  | 11 mai 2006 |
| Suisse           | 9 semaines          | 2e                  | 14 mai 2006 |

Certifications
| Pays             | Certification | Ventes    | Date            |
| ---------------- | ------------- | --------- | --------------- |
| Australie        | Platine       | 70 000 +  | 9 juin 2006     |
| Brésil           | Or            | 40 000 +  | 2006            |
| Canada           | Platine       | 100 000 + | 12 mai 2006     |
| États-Unis       | Or            | 500 000 + | 25 août 2006    |
| Nouvelle-Zélande | Platine       | 15 000 +  | 17 juillet 2006 |
| Royaume-Uni      | Argent        | 60 000 +  | 22 juillet 2013 |

### Singles
Charts
| Single             | Chart                  | Durée du classement | Position | Date              |
| ------------------ | ---------------------- | ------------------- | -------- | ----------------- |
| World Wide Suicide | Hot 100                | 7 semaines          | 41e      | 1er avril 2006    |
| World Wide Suicide | Mainstream Rock Tracks | 20 semaines         | 2e       | 8 avril 2006      |
| World Wide Suicide | Alternative Songs      | 19 semaines         | 1er      | 1er avril 2006    |
| Life Wasted        | Mainstream Rock Tracks | 13 semaines         | 13e      | 8 juillet 2006    |
| Life Wasted        | Alternative Songs      | 11 semaines         | 10e      | 15 juillet 2006   |
| Gone               | Alternative Songs      | 1 semaine           | 40e      | 30 septembre 2006 |